# Marduk-apla-iddina II.
Marduk-apla-iddina II. (klinopisno ᴰMES.A.SUM-na, poslovenjeno  Marduk mi je dal dediča), svetopisemski Merodah-Baladan, je bil kaldejski princ, ki je leta 721 pr. n. št. uzurpiral babilonski prestol in vladal do leta 710 pr. n. št. in ponovno leta 703-702 pr. n. št.
Znan je bil predvsem kot eden od kraljev, ki je več kot deset let branil babilonsko neodvisnost pred mnogo močnejšo asirsko državo.
Asirski kralj Sargon II. je enega za drugim porazil Marduk-apla-iddinove  zaveznike Elam, Aram in Izrael  in okoli leta 710 pr. n. št. še njega in ga prisilil na beg v Elam. Po Sargonovi smrti se je vrnil, zanetil upor proti Asircem in ponovno zasedel babilonski prestol, katerega je nekaj mesecev pred tem po uporu proti Asircem sedel babilonski plemič Marduk-zakir-Šumi II. Vladal je devet mesecev leta 703-702 pr. n. št., dokler ga ni pri Kišu porazila asirska vojska. Ponovno je pobegnil v Elam, kjer je nekaj let kasneje umrl.

## Merodah-baladan
Marduk-apla-iddina je v  Bibliji omenjen kot Merodah-baladan in sodobnik izraelskega kralja Ezekije  (2 Kralji 20:12, Izaija 39:1). Oba odlomka opisujeta obisk odposlancev, ki so Ezekiji prinesli Merodah-baladanovo pismo, da je izvedel za Ezekijevo bolezen in ozdravitev. Ezekija jim je razkazal celo palačo, vključno z zakladnico, zato ga je prerok Izaija kritiziral, da preveč neodgovorno razkazuje bogastvo, ki ga je nakopičil.